# Malvern (Arkansas)
Malvern is een plaats (city) in de Amerikaanse staat Arkansas, en valt bestuurlijk gezien onder Hot Spring County.

## Demografie
Bij de volkstelling in 2000 werd het aantal inwoners vastgesteld op 9021.
In 2006 is het aantal inwoners door het United States Census Bureau geschat op 9046, een stijging van 25 (0.3%).

## Geografie
Volgens het United States Census Bureau beslaat de plaats een oppervlakte van
19,2 km², waarvan 19,0 km² land en 0,2 km² water.

## Plaatsen in de nabije omgeving
De onderstaande figuur toont nabijgelegen plaatsen in een straal van 24 km rond Malvern.